# Manden fra Mørket
Manden fra Mørket er en film med ukendt instruktør.